# ひめはじめ
ひめはじめ（ひめ はじめ、1970年 - ）は、日本の放送作家。女性。

## 来歴・人物
学生時代から、芸能事務所兼、劇団WAHAHA本舗に文芸部として関わり、WAHAHA本舗の演出助手を経てテレビ番組の企画・構成に携わるようになる。喰始（WAHAHA本舗社長・演出家・放送作家）とは、師弟のような関係にある。（喰始は、「生涯弟子をとる意思はない。ひめはじめも、弟子ではない」と発言している）。
ペンネームは、1990年頃、WAHAHA本舗の舞台稽古中「正月の秘め始め」の話題になり、柴田理恵などが「秘め始めって、喰始の弟子みたい（笑）」と盛りあがったことから、当時アシスタントや演出助手をしていた人物につけようということで、自然発生的なノリで出来上がった。
過激なお笑いで知られる WAHAHA本舗的な規格外なアイディアを得意とする一方、児童ファンタジーやアート系企画の二面性を持つゆえ、主婦や児童向け作品プランナーとしてのペンネームにゆめはじめを使用。
現在は放送作家としての活動の傍ら、舞台脚本・絵本原作なども務める。

### 過去の主な参加番組
- モグモグGOMBO
- ぐるぐるナインティナイン
- 学校では教えてくれないこと!!
- たけしの誰でもピカソ
- 天才!たけしの元気が出るテレビ
- どんまい!! VARIETYSHOW&SPORTS
- いまどき娘とハッスルオヤジ
- くちこみ☆ジョニー
- エンタの神様
- 秘密のケンミンSHOW　（リサーチ）

### 現在の参加番組
- メレンゲの気持ち
- 秘密のケンミンSHOW極　（リサーチ）
- 視覚障害などの福祉・多様性・インクルーシブ系の番組　（リサーチ）

## 著書
戯曲ノベライズ　
- 『柴田理恵・佐藤正宏の恋愛物語』（主婦と生活社刊、共著）

ポケモンえほんシリーズ
- 26 『ニョロゾがいっぱい!』（小学館刊、原作、絵：いわさかおる）
- 37 『コダックのはやくちことば』（小学館刊、原作、絵：姫野かげまる）
- 47 『トゲピーなみだのだいぼうけん』（小学館刊、原作、絵：姫野かげまる）

〜以上　アジア、ヨーロッパ、アメリカ　世界発売
ちなみに、ポケモン絡みではかつて「ひめにゃーす」の名前で「ポケモンだいすきクラブ」というポケモンファンサイトを個人で運営。最大1日200万Viewの巨大サイトとなった。（現在の株式会社ポケモンによるものとは別）
1996年～2001年にかけて、高品質な３Dや、ポケモン楽譜、ファンの子供たちにゲームの裏技実験を発表してもらう、イラストを発表してみんなで図鑑を作るなど、マガジン的なサイトだった。
これをきっかけに、公式の株式会社ポケモンと交流が出来、ポケモンえほん発売となった。
このファンサイトは、ポケモン大ブレイク前、ホームページや掲示板がない子供たち向けにネット上に遊び場を作る目的で開設・運営 された。
2000年頃になると、子供でも作れる無料ホームページや掲示板などの普及が進み、公式情報も安定したため徐々に閉鎖。

## 豆知識
- 小学生時代よりお笑い通で「ちびまるこちゃんでいうところの野口さん。」（インタビューでの本人談）
- 中学生時代、放送作家の景山民夫がパーソナリティーや構成をするラジオ番組のハガキ職人だった。

（TBS「スーパーギャング」）（ニッポン放送「とんでもダンディー・民夫くんと文夫くん」「高橋幸宏のオールナイトニッポン」他）
- パソコン通でもあり、担当番組のオープニングCGやアニメーション、番組「モグモグGOMBO」の３Dキャラクターも手掛けていた。
- 1995年からインターネットに通じ、1999年にはゲームサイトで1日200万Viewを記録するカリスマサイト管理人であった。
- 1998年、デジタルコンテンツ制作で株式会社パルコ主催のゴメス賞（現パルコアーバナート賞）受賞。
- 所属事務所であるWAHAHA本舗のホームページのディレクションにも携わる。
- パソコンで音楽を作るDTMをしている[3]。